# Hednota empheres
Hednota empheres là một loài bướm đêm trong họ Crambidae.